# Passatge Mare de Déu de la Pau (El Masnou)
El Passatge Mare de Déu de la Pau és un passatge del Masnou (Maresme).

## Descripció
Conjunt tancat format per sis habitatges que formen una unitat, amb un espai comunitari en forma de carrer estret o pas de vianants amb voreres al que s'accedeix a través d'uns graons i aïllant-se del Torrent d'Umbert.
Està format per unitats de planta rectangular de planta baixa o planta baixa i pis i cobertes de teules àrabs a dues aigües i el carener paral·lel a la façana principal.
La composició de les façanes és molt simple, sense elements ornamentals destacables i el parament és un arrebossat pintat.
El pas de vianants que vertebra aquest conjunt té quatre metres d'amplada, al final hi ha un altre tram d'escales que dóna sortida al conjunt, al costat d'una torreta semicircular.
Les façanes laterals que tanquen el conjunt són secundàries i tenen poques obertures.

## Història
Té l'aspecte de petita colònia construïda per encabir-hi treballadors, potser de la fàbrica del costat (Can Xala).